# Jim Hoey
James Urban Hoey (né le 30 décembre 1982 à Trenton, New Jersey, États-Unis) est un lanceur droitier au baseball. Il a fait ses débuts dans les Ligues majeures en 2006 avec les Orioles de Baltimore et fait maintenant partie de l'effectif des Brewers de Milwaukee.

## Carrière
Jim Hoey est drafté en 2003 et est un choix de 13e ronde des Orioles de Baltimore. Il fait ses débuts dans les majeures avec cette équipe le 23 août 2006 et apparaît 12 fois comme lanceur de relève durant cette saison.
En 2007, il fait 23 apparitions au monticule pour les Orioles. Hoey présente un dossier de trois victoires et quatre défaites et une moyenne de points mérités de 7,30 en 24 manches et deux tiers lancées.
Le 9 octobre 2010, alors qu'il joue en ligues mineures, Hoey et un autre lanceur du nom de Brett Jacobson sont échangés aux Twins du Minnesota en retour du joueur d'arrêt-court J.J. Hardy, du joueur d'avant-champ Brendan Harris et d'une somme d'argent. Hoey effectue un retour dans les majeures après plusieurs années d'absence le 18 avril 2011. Il effectue 26 sorties en relève pour les Twins en 2011.
Le 12 décembre 2011, Hoey est réclamé au ballottage par les Blue Jays de Toronto. IL passe 2012 dans les mineures avec le club-école des Jays à Las Vegas puis rejoint les Brewers de Milwaukee le 22 décembre suivant.

## Statistiques
| Saison | Équipe    | G  | GS | CG | SHO | V | D | SV | IP   | SO | ERA   |
| ------ | --------- | -- | -- | -- | --- | - | - | -- | ---- | -- | ----- |
| 2006   | Baltimore | 12 | 0  | 0  | 0   | 0 | 1 | 0  | 9.2  | 6  | 10,24 |
| 2007   | Baltimore | 23 | 0  | 0  | 0   | 3 | 4 | 0  | 24.2 | 18 | 7,30  |
| Totaux | Totaux    | 35 | 0  | 0  | 0   | 3 | 5 | 0  | 34.1 | 24 | 8,13  |

Note : G = Matches joués ; GS = Matches comme lanceur partant ; CG = Matches complets ; SHO = Blanchissages ; 
V = Victoires ; D = Défaites ; SV = Sauvetages ; IP = Manches lancées ; SO = Retraits sur des prises ; ERA = Moyenne de points mérités.